# Delta Fornacis
Delta Fornacis (δ Foracis, förkortat Delta For, δ For) som är stjärnans Bayerbeteckning, är en ensam stjärna belägen i den östra delen av stjärnbilden Ugnen. Den har en skenbar magnitud på 5,00 och är synlig för blotta ögat där ljusföroreningar ej förekommer. Baserat på parallaxmätning inom Hipparcosuppdraget på ca 3,9 mas, beräknas den befinna sig på ett avstånd på ca 850 ljusår (ca 260 parsek) från solen.

## Egenskaper
Delta Fornacis är en blå till vit jättestjärna av spektralklass B5 III. Den har en massa som är ca 6 gånger större än solens massa, en radie som likaledes är ca 6 gånger större än solens och utsänder från dess fotosfär ca 1 300 gånger mera energi än solen vid en effektiv temperatur av ca 16 200 K.